# Ургываям
Ургываям (в верховье Окиньчаваям, Урга) — река на полуострове Камчатка в России.
Длина реки — 88 км. Площадь водосборного бассейна — 632 км². Протекает по территории Тигильского района Камчатского края. Берёт исток у безымянной сопки высотой 421 м. Впадает в залив Шелихова Охотского моря.
Название произошло от эвенского ургэ — «тяжёлая» и корякского ваям — «река».

## Данные водного реестра
По данным государственного водного реестра России относится к Анадыро-Колымскому бассейновому округу.